# Petz Klub
Petz Klub (tytuł org. Petz Club, 2014) – francuski serial animowany wyprodukowany przez wytwórnię Pictor Média i wykonany techniką Adobe Flash. Twórcami serialu są Dominique Amouyal i Hadrien Soulez Larivière.
Premiera serialu odbyła się we Francji 30 czerwca 2014 na francuskim kanale France 5. W Polsce serial zadebiutował 21 września 2015 na antenie teleTOON+.

## Opis fabuły
Serial opisuje historię trójki szkolnych przyjaciół – latynoskiej dziewczyny imieniem Nina, dwóch chłopaków: Oskara i Tima oraz ich czworonożnego psa Morusa. Nastolatkowie zakładają agencję detektywistyczną o nazwie Petz Klub, która ma na celu pomagać zwierzętom, które wpadły w tarapaty, znaleźć zaginionych pupili i zwrócić je prawowitym właścicielom. Bohaterowie muszą łączyć szkolne obowiązki z prowadzeniem Petz Club, a także codziennie przeżywają niezwykłe przygody.

## Wersja polska
Opracowanie wersji polskiej: na zlecenie platformy nc+ – Start International Polska

Wystąpili:
- Katarzyna Łaska – Nina
- Brygida Turowska – Oskar
- Krzysztof Szczepaniak – Tim

oraz:
- Joanna Pach – 
  - Sophie (odc. 1),
  - Agata (odc. 10-11, 14, 20, 31, 52),
  - Emma (odc. 28),
  - nauczycielka (odc. 30),
  - Inez (odc. 37)
- Agnieszka Głowacka – Emilka (odc. 1)
- Elżbieta Kopocińska – 
  - mama Sophie (odc. 1),
  - sąsiadka Matyldy (odc. 9),
  - pani z ciastem (odc. 11),
  - właścicielka łasicy (odc. 17),
  - sąsiadka Kevina (odc. 18),
  - Sonia (odc. 24),
  - dziewczynka z piaskownicy (odc. 34),
  - pani z parku (odc. 38),
  - Helena (odc. 39),
  - mama Lorenzo (odc. 41),
  - Ela (odc. 43),
  - spikerka (odc. 52)
- Marta Dylewska – 
  - Eliza (odc. 1),
  - Laura (odc. 10)
- Janusz Wituch –
  - konferansjer (odc. 2),
  - ogrodnik (odc. 3),
  - nowy właściciel Jokera (odc. 3),
  - hycel (odc. 5, 11, 40),
  - policjant (odc. 6, 7, 38),
  - Santiago (odc. 9),
  - poprzedni właściciel Herkulesa (odc. 19),
  - tata Emmy i Jakuba (odc. 33),
  - dziadek Oskara (odc. 37),
  - dziadek Tomka (odc. 38),
  - pan Łukasz (odc. 40),
  - kierowca #2 (odc. 41),
  - Albert, dziadek Marka (odc. 46),
  - Marek, tata Janka (odc. 49)
- Justyna Bojczuk – 
  - Sara (odc. 2, 41),
  - Justyna (odc. 7)
- Grzegorz Kwiecień – 
  - weterynarz Robert (odc. 2, 4, 6, 9, 11-12, 14, 17, 20, 22, 24, 29-30, 32, 34, 36, 41, 43-44, 47, 49-52),
  - Marcel (odc. 27)
- Paweł Ciołkosz –
  - tata Leo (odc. 3),
  - oszust (odc. 6),
  - tata Antoniego i Justyny (odc. 7),
  - kierowca (odc. 7),
  - Lorenzo (odc. 11, 41),
  - sprzedawca w sklepie zoologicznym (odc. 13),
  - kolega Jordana (odc. 15),
  - Kevin (odc. 18),
  - Jeremi (odc. 20),
  - Marcin (odc. 21),
  - tata Szymona (odc. 22),
  - Jakub (odc. 33),
  - Sasza (odc. 37),
  - kierowca #1 (odc. 41),
  - Maksym (odc. 42),
  - tata Rafała (odc. 44),
  - Stasiek (odc. 45),
  - Alex (odc. 48),
  - Marcel (odc. 51),
  - Gabriel (odc. 52)
- Tomasz Borkowski – 
  - Cezar (odc. 4),
  - właściciel sklepu ze zwierzętami (odc. 7),
  - tata Wiktora (odc. 8),
  - tata Laury (odc. 10),
  - sklepikarz (odc. 11, 16),
  - deratyzator (odc. 13),
  - Georgio (odc. 40),
  - kierowca, który potrącił Puszka (odc. 41),
  - Hektor (odc. 42),
  - kucharz (odc. 43),
  - budowlaniec (odc. 46),
  - pan Bartłomiej (odc. 48),
  - policjant (odc. 50)
- Monika Wierzbicka – Klaudyna (odc. 5)
- Beata Jankowska-Tzimas – 
  - Antoni (odc. 7),
  - Jeremi (odc. 10),
  - Jeremi, brat Soleny (odc. 14),
  - Walter (odc. 16),
  - Theo (odc. 20),
  - Aria (odc. 30),
  - właścicielka bernardyna (odc. 32)
- Olga Zaręba – Matylda (odc. 9)
- Maksymilian Michasiów – 
  - Ludwik (odc. 13),
  - Florek (odc. 15),
  - chłopiec w indiańskim stroju (odc. 16),
  - Kamil (odc. 19, 41),
  - chłopiec podlewający rośliny (odc. 27),
  - Olek (odc. 28),
  - sąsiad Nany (odc. 29),
  - chłopiec z piaskownicy (odc. 34),
  - Oktawiusz (odc. 35),
  - Tomek (odc. 38),
  - Ludwik (odc. 45),
  - Eryk (odc. 47),
  - chłopiec ze śmigłowcem (odc. 48),
  - Janek (odc. 49),
  - Artur (odc. 50),
  - Jeremi (odc. 52)
- Piotr Bajtlik – 
  - tata Ludwika (odc. 13),
  - mężczyzna z łopatą (odc. 19)
- Joanna Węgrzynowska – sąsiadka (odc. 13)
- Beata Wyrąbkiewicz – 
  - Solena, siostra Jeremiego (odc. 14),
  - siostra Jeremiego (odc. 20),
  - Emma (odc. 33),
  - Klementyna (odc. 35),
  - dziewczynka w czapce (odc. 38),
  - Judyta (odc. 39),
  - Alicja (odc. 41)
- Agnieszka Kunikowska – 
  - mama Tima (odc. 14),
  - Julia (odc. 16),
  - Janek (odc. 20),
  - Diana (odc. 36),
  - Julia (odc. 38),
  - Eliza (odc. 41),
  - pani Gienia (odc. 46),
  - Maja (odc. 48),
  - Amelia (odc. 52)
- Mateusz Narloch – Gilbert (odc. 21)
- Jakub Szydłowski – 
  - instalator (odc. 21),
  - sędzia (odc. 22),
  - sąsiad Soni (odc. 24),
  - oszust (odc. 25)
- Bartosz Wesołowski – 
  - Szymon (odc. 22),
  - rowerzysta (odc. 29),
  - Julek (odc. 31),
  - Gwidon (odc. 33),
  - Łukasz (odc. 34),
  - Maks (odc. 40),
  - Janusz (odc. 42),
  - Jurek (odc. 43),
  - Rafał (odc. 44),
  - Marek (odc. 46),
  - Szymon (odc. 47),
  - Antoni (odc. 48),
  - Adrian (odc. 49),
  - Bruno (odc. 51)
- Monika Pikuła – 
  - Janka (odc. 23),
  - Mania (odc. 24),
  - Beata (odc. 45),
  - Alicja (odc. 46),
  - Flora (odc. 50),
  - Lila (odc. 51)
- Paweł Szczesny – 
  - właściciel stadniny (odc. 23),
  - sklepikarz (odc. 25),
  - pan Ponury (odc. 26),
  - pan z okna (odc. 43),
  - pan Frędzel (odc. 43),
  - lekarz (odc. 46),
  - nauczyciel przyrody (odc. 48),
  - rolnik (odc. 49)
- Julia Kołakowska-Bytner – 
  - Valerie (odc. 27),
  - Nana (odc. 29),
  - Jasmina (odc. 31),
  - dziewczynka (odc. 32)
- Andrzej Chudy – 
  - dozorca (odc. 27),
  - sąsiad Arii (odc. 30),
  - dziadek Arii (odc. 30)
- Lidia Sadowa –
  - żona Georgia (odc. 40),
  - mama Janusza (odc. 42),
  - pani Maria (odc. 45),
  - mama Szymona (odc. 47),
  - mama Marcela i Lili (odc. 51)

i inni
Lektor:
- Janusz Szydłowski (tytuły w odc. 1-10, tyłówka w odc. 1-52),
- Grzegorz Kwiecień (tytuły w odc. 11-52)

## Spis odcinków
| Premiera odcinka | N/o | Polski tytuł                            | Francuski tytuł                   |
| ---------------- | --- | --------------------------------------- | --------------------------------- |
|                  |     |                                         |                                   |
| SERIA PIERWSZA   |     |                                         |                                   |
|                  |     |                                         |                                   |
| 21.09.2015       | 01  | Moja najlepsza nieprzyjaciółka          | Ma meilleure ennemie              |
|                  |     |                                         |                                   |
| 21.09.2015       | 02  | Czary mary                              | C’est magique !                   |
|                  |     |                                         |                                   |
| 22.09.2015       | 03  | Joker                                   | Joli cœur                         |
|                  |     |                                         |                                   |
| 23.09.2015       | 04  | Zaginął pan                             | J’ai perdu mon maître             |
|                  |     |                                         |                                   |
| 24.09.2015       | 05  | Dama na medal                           | Une bête à concours               |
|                  |     |                                         |                                   |
| 25.09.2015       | 06  | Cenny przyjaciel                        | Un ami très cher                  |
|                  |     |                                         |                                   |
| 26.09.2015       | 07  | Smok                                    | Dragon                            |
|                  |     |                                         |                                   |
| 27.09.2015       | 08  | Węże i pająki                           | La maison du sang-froid           |
|                  |     |                                         |                                   |
| 28.09.2015       | 09  | Nierozłączni bracia                     | Inséparable                       |
|                  |     |                                         |                                   |
| 29.09.2015       | 10  | Futrzana kulka                          | Boule de poils                    |
|                  |     |                                         |                                   |
| 30.09.2015       | 11  | Rodzina się powiększa                   | La famille s’agrandit             |
|                  |     |                                         |                                   |
| 01.10.2015       | 12  | Małpa w mieście                         | Un singe dans la ville            |
|                  |     |                                         |                                   |
| 02.10.2015       | 13  | Podwójne mieszkanie                     | Double foyer                      |
|                  |     |                                         |                                   |
| 03.10.2015       | 14  | Misja sowa                              | Une chouette mission              |
|                  |     |                                         |                                   |
| 04.10.2015       | 15  | Junior                                  | Junior                            |
|                  |     |                                         |                                   |
| 05.10.2015       | 16  | Upierzony meloman                       | Un mélomane à plumes              |
|                  |     |                                         |                                   |
| 06.10.2015       | 17  | Uciekająca fretka                       | Il court, il court le furet       |
|                  |     |                                         |                                   |
| 07.10.2015       | 18  | Witamy w klubie                         | Bienvenue au club                 |
|                  |     |                                         |                                   |
| 08.10.2015       | 19  | Tajemniczy pies                         | Un chien mystérieux               |
|                  |     |                                         |                                   |
| 09.10.2015       | 20  | Kura, która znosi złote jaja            | La poule aux œufs d'or            |
|                  |     |                                         |                                   |
| 10.10.2015       | 21  | Gdy zniknie kot                         | Quand le chat n’est pas là        |
|                  |     |                                         |                                   |
| 11.10.2015       | 22  | Lolek tornado                           | Loulou la Tornade                 |
|                  |     |                                         |                                   |
| 12.10.2015       | 23  | Jak huragan                             | Comme un ouragan                  |
|                  |     |                                         |                                   |
| 13.10.2015       | 24  | Gdzie moja Skarpetka?                   | Elle est où ma chaussette ?       |
|                  |     |                                         |                                   |
| 14.10.2015       | 25  | Prosiaczek                              | Un tour de cochon                 |
|                  |     |                                         |                                   |
| 15.10.2015       | 26  | Myszy i dzieci                          | Des souris et des mômes           |
|                  |     |                                         |                                   |
| 02.11.2015       | 27  | W Petz Klubie nie ma wakacji            | Pas de vacances pour le Petz Club |
|                  |     |                                         |                                   |
| 02.11.2015       | 28  | Odlot żółwia                            | L’envol de tortue                 |
|                  |     |                                         |                                   |
| 03.11.2015       | 29  | Jeżyk Jerzy                             | Zonzon le hérisson                |
|                  |     |                                         |                                   |
| 04.11.2015       | 30  | Pływak                                  | Le pied marin                     |
|                  |     |                                         |                                   |
| 05.11.2015       | 31  | Chomicza wymiana                        | La roue tourne                    |
|                  |     |                                         |                                   |
| 06.11.2015       | 32  | Uratowany ratownik                      | Sauveur est né                    |
|                  |     |                                         |                                   |
| 07.11.2015       | 33  | Koza w Petz Klubie                      | Le Petz Club devient chèvre       |
|                  |     |                                         |                                   |
| 08.11.2015       | 34  | Jaszczurka                              | Y’a un lézard                     |
|                  |     |                                         |                                   |
| 09.11.2015       | 35  | Kot bez stałego meldunku                | Sans domicile fixe                |
|                  |     |                                         |                                   |
| 10.11.2015       | 36  | Duchy?                                  | Chat es-tu là ?                   |
|                  |     |                                         |                                   |
| 11.11.2015       | 37  | Ćwir ćwir                               | Piou-Piou Pidou                   |
|                  |     |                                         |                                   |
| 12.11.2015       | 38  | Romeo i Julia                           | Roméo et Juliette                 |
|                  |     |                                         |                                   |
| 13.11.2015       | 39  | Czarna wdowa                            | La veuve noire                    |
|                  |     |                                         |                                   |
| 14.11.2015       | 40  | Niezwykły uciekinier                    | Un fugueur pas comme les autres   |
|                  |     |                                         |                                   |
| 15.11.2015       | 41  | Wypadek                                 | Accident                          |
|                  |     |                                         |                                   |
| 16.11.2015       | 42  | S.O.S. Zwierzaki                        | SOS Zanimos                       |
|                  |     |                                         |                                   |
| 17.11.2015       | 43  | Trująca zagadka                         | Une enigme empoisonnatte          |
|                  |     |                                         |                                   |
| 18.11.2015       | 44  | Bardziej uparty niż osioł               | Plus têtu qu’un âne               |
|                  |     |                                         |                                   |
| 19.11.2015       | 45  | Didi, bojownik                          | Dédé, le combattant               |
|                  |     |                                         |                                   |
| 20.11.2015       | 46  | Biszkopt                                | Biscotte                          |
|                  |     |                                         |                                   |
| 21.11.2015       | 47  | Koci król                               | Le roi des chats                  |
|                  |     |                                         |                                   |
| 22.11.2015       | 48  | Łapać złodzieja                         | Au voleur                         |
|                  |     |                                         |                                   |
| 23.11.2015       | 49  | Polowanie                               | Qui va à la chasse…               |
|                  |     |                                         |                                   |
| 24.11.2015       | 50  | Handel                                  | Trafic                            |
|                  |     |                                         |                                   |
| 25.11.2015       | 51  | Papuga, która zapomniała języka w gębie | Le perroquet a perdu sa langue    |
|                  |     |                                         |                                   |
| 26.11.2015       | 52  | Upał                                    | Chaud bouillant                   |
|                  |     |                                         |                                   |